# Референдум щодо членства Литви в Європейському Союзі (2003)
З 10 по 11 травня 2003 року в Литві відбувся референдум Європейського Союзу, щоб вирішити, чи має Литва приєднатися до Європейського Союзу (ЄС). Понад 90 % тих, хто проголосував, підтримали членство, і Литва приєдналася до ЄС 1 травня 2004 року.

## Передумови
Литві було запропоновано розпочати переговори про приєднання до ЄС у грудні 1999 року на саміті Європейської ради в Гельсінкі та була офіційно запрошена приєднатися до ЄС у грудні 2002 року на саміті в Копенгагені.
У червні 2002 року та лютому 2003 року литовський парламент вніс зміни до законів Литви про референдуми. Раніше для проведення референдуму потрібно було проголосувати 50 % виборців і понад 50 % усіх зареєстрованих виборців мали підтримати пропозицію. Після внесення поправки для проходження референдуму була потрібна лише проста більшість учасників, при цьому явка була понад 50 %. Щоб допомогти досягти вимоги щодо явки, час голосування було продовжено, голосування поштою було дозволено за 11 днів до референдуму, а також додано другий день голосування. У січні 2003 року парламент призначив датою референдуму ЄС 10—11 травня і поставив питання для голосування.

## Питання про референдум
Литовських виборців попросили проголосувати «за» чи «ні» за заяву:
Я за членство Литви в Європейському Союзі.

## Кампанія
Інформаційна кампанія щодо Європейського Союзу була розпочата у 2000 році та залучена до Старійшин Литви та Католицької церкви. Опитування громадської думки, які наприкінці 1999 року мали лише 29 % прихильників ЄС, показали постійне зростання підтримки протягом років, що передували референдуму.
Практично всі основні політичні партії Литви підтримали членство в ЄС, і опитування громадської думки, оскільки наближалася дата, показали, що близько 65 % виборців проголосували б «за». Президент Литви Роландас Паксас, який свого часу брав участь у змаганнях з вищого пілотажу, літав по Литві на своєму літаку, виконуючи трюки, щоб підняти ентузіазм. Кампанія була дуже однобічною, лише з погано організованою кампанією «Ні», заснованою на виробниках молока, російськомовних та правих націоналістах.

## Явка
Найбільше занепокоєння кампанії «Так» полягало в тому, чи досягне явка 50 %, необхідних для того, щоб референдум був дійсним. Після першого дня голосування явка склала лише 30 %, і президент Паксас, і прем'єр-міністр Альгірдас Микола Бразаускас з'явилися на телебаченні, щоб закликати литовців голосувати Основною причиною занепокоєння було те, що явка могла бути такою ж низькою, як і в Угорщині всього місяць тому.
У неділю відбувся сплеск голосування: багато людей голосували після церковних служб. Литовські супермаркети також провели кампанію на другий день голосування, пропонуючи дешевше пиво, шоколад та мило тим, хто показав, що проголосував. Зрештою, біля деяких кабін для голосування були черги, і явка перевищила 60 %, що безпечно перевищила необхідний рівень.

## Результати
| Вибір                      | Голосів   | %    |
| -------------------------- | --------- | ---- |
| За                         | 1 504 264 | 91,1 |
| Проти                      | 147 527   | 8,9  |
| Недійсні/пусті голоси      | 20 526    | —    |
| Всього                     | 1 672 317 | 100  |
| Зареєстровані виборці/явка | 2 638 886 | 63,4 |
| Джерело: Nohlen & Stöver   |           |      |

Після референдуму в столиці Литви Вільнюсі відбулися урочистості. Біля Президентського палацу відбувся концерт, президент Паксас звернувся до натовпу зі словами «Привіт європейці!», а прем'єр-міністр Альгірдас Бразаускас і спікер парламенту Артурас Паулаускас розрізали торт референдуму. Голова Єврокомісії Романо Проді привітав Литву з результатами референдуму.